# Payns
Payns ist eine französische Gemeinde mit 1.396 Einwohnern (Stand 1. Januar 2022) im Département Aube in der Region Grand Est (vor 2016 Champagne-Ardenne). Die Gemeinde gehört zum Arrondissement Troyes und seit 2015 zum Kanton Saint-Lyé (zuvor Kanton Troyes-4). Die Einwohner werden Payntiers genannt.

## Geographie
Payns liegt etwa zwölf Kilometer nordwestlich von Troyes an der Seine. Durch die Gemeinde führt auch der Canal de la Haute-Seine. Umgeben wird Payns von den Nachbargemeinden Savières im Norden, Villacerf im Nordosten, Mergey im Osten, Saint-Lyé im Süden und Südosten sowie Le Pavillon-Sainte-Julie im Westen und Südwesten.
Die Gemeinde liegt an der Bahnstrecke Paris–Mulhouse.

## Geschichte

### Bevölkerungsentwicklung
| 1962                      | 1968 | 1975 | 1982 | 1990 | 1999 | 2006  | 2013  |
| ------------------------- | ---- | ---- | ---- | ---- | ---- | ----- | ----- |
| 854                       | 912  | 848  | 768  | 867  | 894  | 1.097 | 1.321 |
| Quelle: Cassini und INSEE |      |      |      |      |      |       |       |

## Sehenswürdigkeiten
- Kirche Notre-Dame-de-l’Assomption
- Kommende des Tempelritterordens mit Resten der früheren Kapelle, Museum

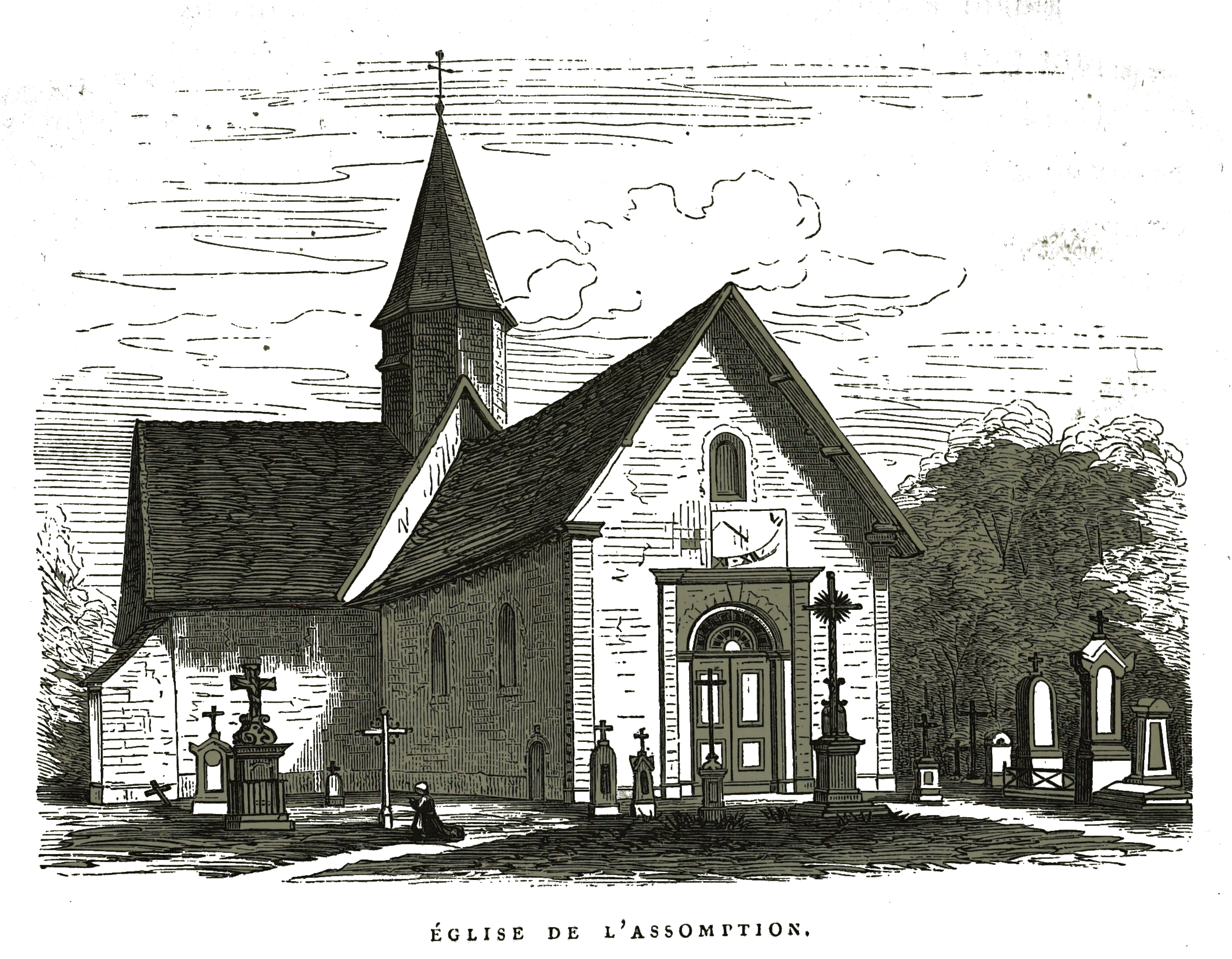
Zeichnung der Kirche Notre-Dame-de-l’Assomption
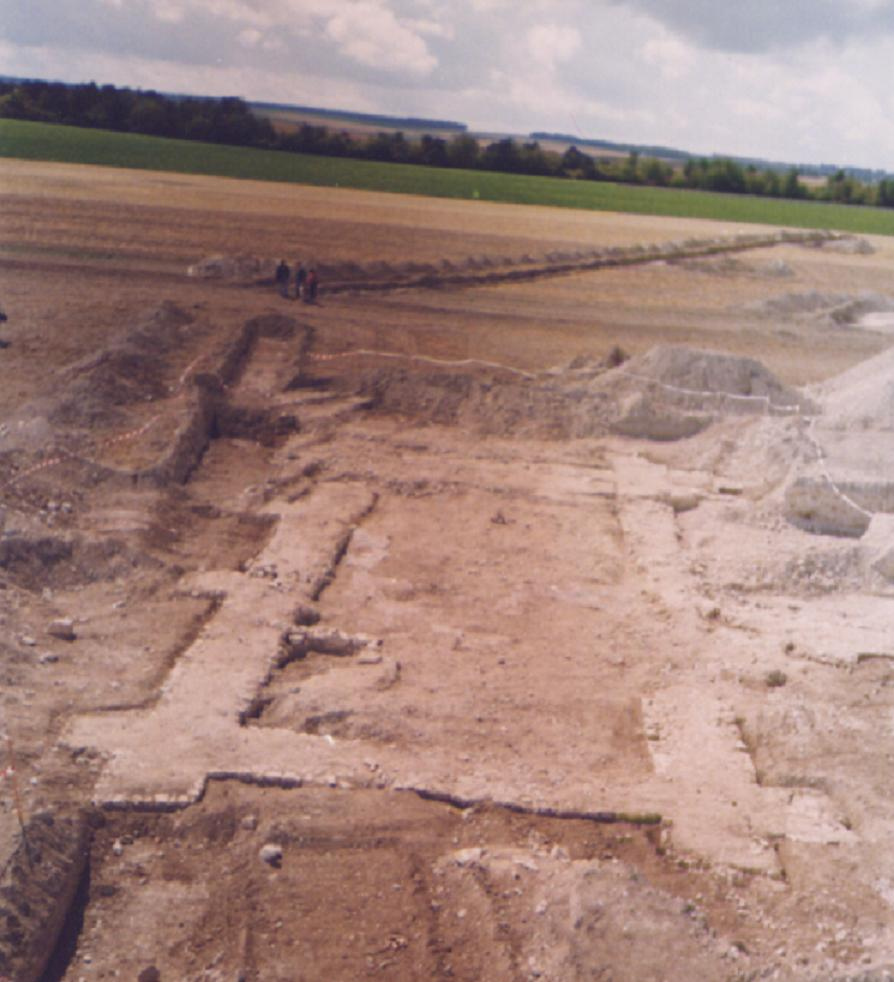
Standort der Kapelle der früheren Kommende des Tempelritterordens

## Persönlichkeiten
- Hugo von Payns (1074–1136), Gründer des Tempelritterordens